# Municipio de Malacatán
Municipio de Malacatán är en kommun i Guatemala.   Den ligger i departementet Departamento de San Marcos, i den västra delen av landet, 170 km väster om huvudstaden Guatemala City.